# BlackRock
BlackRock is een vermogensbeheerder met het hoofdkantoor in New York.

## Activiteiten
Per jaareinde 2024 was het bedrijf de grootste vermogensbeheerder ter wereld met een belegd vermogen van 11,6 biljoen dollar. Hiervan is ruim de helft belegd in aandelen en een kwart in obligaties en andere vastrentende beleggingen. Het beheert vermogens van instellingen zoals pensioenfondsen en verzekeraars maar heeft ook exchange-traded funds voor particulieren met de merknaam iShares. Het zwaartepunt van de activiteiten ligt in de Verenigde Staten waar iets meer dan de helft van de omzet wordt gerealiseerd. Per eind 2021 telde het bedrijf zo'n 18.400 medewerkers en had vestigingen in 30 landen.
BlackRock heeft in Nederland € 281 miljard onder beheer. Het belegt met name voor pensioenfondsen en de beleggingen van meer dan 6,5 miljoen Nederlandse deelnemers zijn bij BlackRock ondergebracht. Een van de klanten is het Pensioenfonds Detailhandel met 1,3 miljoen pensioendeelnemers.
BlackRock heeft sinds 2005 een sterke groei van het vermogen onder beheer gerealiseerd:
| Jaar | Beheerd vermogen (in US$ miljard) |
| 2005 | 453                               |
| 2006 | 1.125                             |
| 2007 | 1.356                             |
| 2008 | 1.307                             |
| 2009 | 3.346                             |
| 2010 | 3.561                             |
| 2011 | 3.513                             |
| 2012 | 4.792                             |
| 2013 | 4.324                             |
| 2014 | 4.652                             |

| Jaar | Beheerd vermogen (in US$ miljard) |
| 2015 | 4.645                             |
| 2016 | 5.148                             |
| 2017 | 6.288                             |
| 2018 | 5.975                             |
| 2019 | 7.430                             |
| 2020 | 8.677                             |
| 2021 | 10.010                            |
| 2022 | 8.595                             |
| 2023 | 10.009                            |
| 2024 | 11.511                            |

BlackRock heeft sinds 1999 een beursnotering aan de New York Stock Exchange. De grootste aandeelhouder was PNC Financial Services met een belang van 21% per jaareinde 2017. In mei 2020 verkocht PNC bijna het hele aandelenbelang voor US$ 14,4 miljard. De bank heeft 500.000 aandelen BlackRock overgedragen aan PNC Foundation.

## Geschiedenis
Het bedrijf is opgericht in 1988 door Larry Fink en zeven collega’s. Het was aanvankelijk een onderdeel van de Blackstone Group. Het begon als risicomanager en belegde voornamelijk in obligaties. In 1992 werd de naam BlackRock geïntroduceerd. Aan het einde van dat jaar had BlackRock US$ 17 miljard aan vermogen onder beheer.
In 1995 werd het bedrijf onderdeel van de Amerikaanse bank PNC Financial Services. BlackRock kreeg zo toegang tot het distributiekanaal van PNC met een sterkere groei van het beheerde vermogen als gevolg. In 1999 ging het bedrijf naar de aandelenbeurs. Het had per jaarultimo 1999 al US$ 165 miljard onder beheer.
In 2006 volgde de overname van Merrill Lynch Investment Managers (MLIM). MLIM had een sterke positie op het gebied van aandelenbeleggingen en alternatieve beleggingen en betekende in belangrijke uitbreiding van het productaanbod van BlackRock. Het belegd vermogen steeg naar meer dan US$ 1000 miljard. Merryll Lynch kreeg geen geld, maar 65 miljoen aandelen wat een belang van 45% in BlackRock vertegenwoordigde. Merrill Lynch werd tijdens de kredietcrisis overgenomen door Bank of America. Deze laatste verkocht de helft van het belang in BlackRock in 2010 om aan de eisen van de Amerikaanse overheid te voldoen in ruil voor staatsteun.
De grootste overname vond plaats in 2009 toen het Barclays Global Investors overnam. BGI was sterk op het gebied in indexbeleggen met exchange-traded funds en handelde onder de merknaam iShares. Barclays kreeg US$ 13,5 miljard voor BGI, waarvan de helft in een aandelenbelang van 19,9% in BlackRock. Door de overname steeg het beheerd vermogen van BlackRock naar US$ 2800 miljard.
In 2020 deed de Rooms-Katholieke congregatie Sisters of Mercy of the Americas - namens 9000 nonnen - een oproep aan BlackRock om klimaatverandering serieus aan te pakken. Hun investeringsfonds, Mercy Investment Services, heeft dit op de aandeelhoudersvergadering in 2020 aan de orde gesteld. In 2020 schreef Larry Fink dat "klimaatrisico een investeringsrisico is" en vroeg op een later moment aan de bedrijven waarin BlackRock belegt, om een plan te presenteren voor de manier waarop hun bedrijfsmodel verenigbaar zou zijn met een netto-nul-economie.
Vanaf 2022 voerde BlackRock besprekingen met de Oekraïense regering om, samen met JPMorgan Chase, de wederopbouw van het land te coördineren.   
In augustus 2023 tekende BlackRock een overeenkomst met Nieuw-Zeeland om een NZ$ 2 miljard investeringsfonds op te richten voor zonne-, wind-, groene waterstof-, batterijopslag- en EV-oplaadprojecten als onderdeel van het doel om 100% hernieuwbare energie te bereiken tegen 2030.
In juni 2023 diende BlackRock een aanvraag in bij de Securities and Exchange Commission (SEC) van de Verenigde Staten om een Spot Bitcoin Exchange-traded fund (ETF) te lanceren. Later, in november 2023, dienden ze nog een aanvraag in voor een Spot Ethereum ETF. Als de aanvragen worden goedgekeurd, zouden deze twee ETF's tot de eerste spot cryptogeld ETF's in de Verenigde Staten behoren. Haar bitcoin ETF aanvraag en 10 andere werden goedgekeurd op 10 januari 2024.
In december 2024 werd de overname van HPS Investment Partners bekend gemaakt. BlackRock betaald US$ 12 miljard voor HPS die gespecialiseerd is in het verstrekken van private bedrijfsleningen. Deze leningen zijn risicovoller, maar daar staat een hogere vergoeding tegenover. HPS beheert ongeveer US$ 148 miljard, dit is weinig ten opzichte van BlackRock maar deze laatste wordt daarmee in een nieuwe snelgroeiende markt actief. Sinds 2009 is de omvang van deze leningen vertienvoudigd naar US$ 2000 miljard en BlackRock verwacht een verdere stijging naar US$ 4500 miljard in 2030.
In december 2024 trok BlackRock zich terug uit een klimaatinitiatief van de Verenigde Naties. Dit wordt gezien als een belangrijke beleidswijziging voor de vermogensbeheerder. In een brief aan klanten schreef BlackRock dat het zich formeel heeft teruggetrokken uit het Net Zero Asset Managers-initiatief, een groep vermogensbeheerders die zich heeft gecommitteerd aan het ondersteunen van het doel van netto-nul broeikasgasemissies tegen 2050. In 2023 kreeg het bedrijf al kritiek van conservatieve groeperingen die beweerden dat deze milieudoelen ten koste gaan van het rendement en daarmee tegen de belangen van de beleggers ingaat.